# Вусач-раґій смерековий
Перев’язник ребристий (лат. Rhagium inquisitor Linnaeus, 1758) — вид жуків з родини Скрипунових.

## Поширення
Rh. inquisitor належить до групи транспалеарктичних видів у складі палеарктичного комплексу. Вид поширений по всій Європі, Росії, на Кавказі, Сибіру й Далекому Сході.
В Україна ареал Rh. inquisitor охоплює Карпати, Полісся, а також соснові плантації у лісостеповій і лісовій зонах.

## Екологія
Вид є звичайним, часто масовим для хвойних соснових, смерекових і ялицевих лісів. Дорослі комахи зустрічаються на свіжих вирубках та на ушкоджених деревах, з яких виділяється живиця. Літ триває з кінця травня до серпня, максимум чисельності припадає на середину червня. Личинки розвиваються в живій або свіжо поваленій деревині смереки, а в передгірних районах – в ялиці та сосни. Ходи і лялечкові камери розташовуються під корою. Лялечкова камера овальної форми, оточена характерною облямівкою, яка складається з довгих волокон відгризених від кори.

## Морфологія

### Імаго

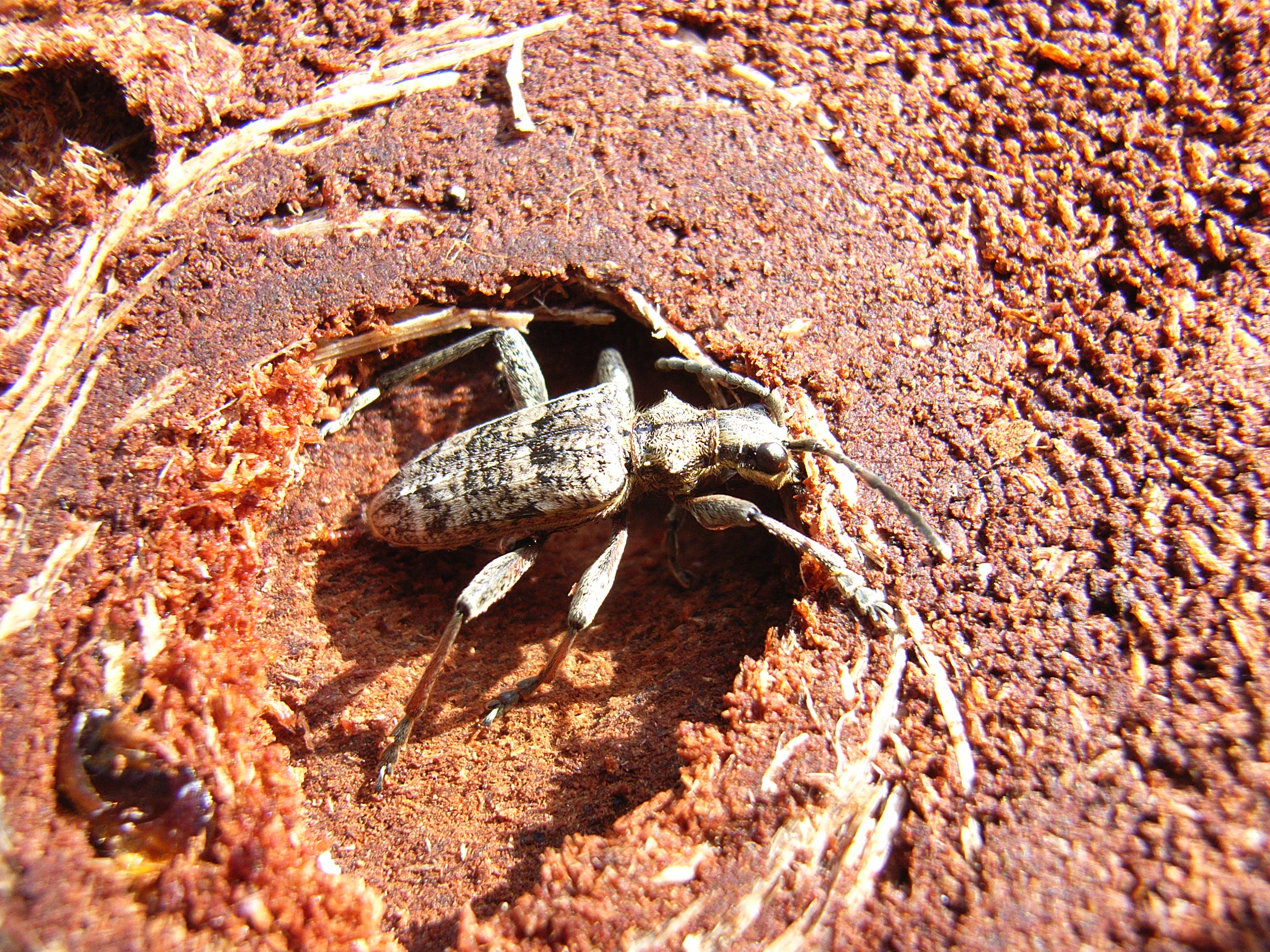
Вусач-раґій смерековий у лялечковій камері

Жуки середніх розмірів вид з довжиною тіла 12-20 мм. Тіло чорне, вкрите густими лежачими світлими волосками. Надкрила голі, жовто-бурого забарвлення з кількома темними розмитими перев’язями. Скульптура надкрил зморшкувата з кількома чіткими, добре вираженими ребрами. На відміну від інших близьких видів роду, в Rh. inquisitor слабо розвинені скроні, значно коротші за очі. Вусики короткі, не довші за передньоспинку. Передньоспинка з одним великим шипом.

### Личинка

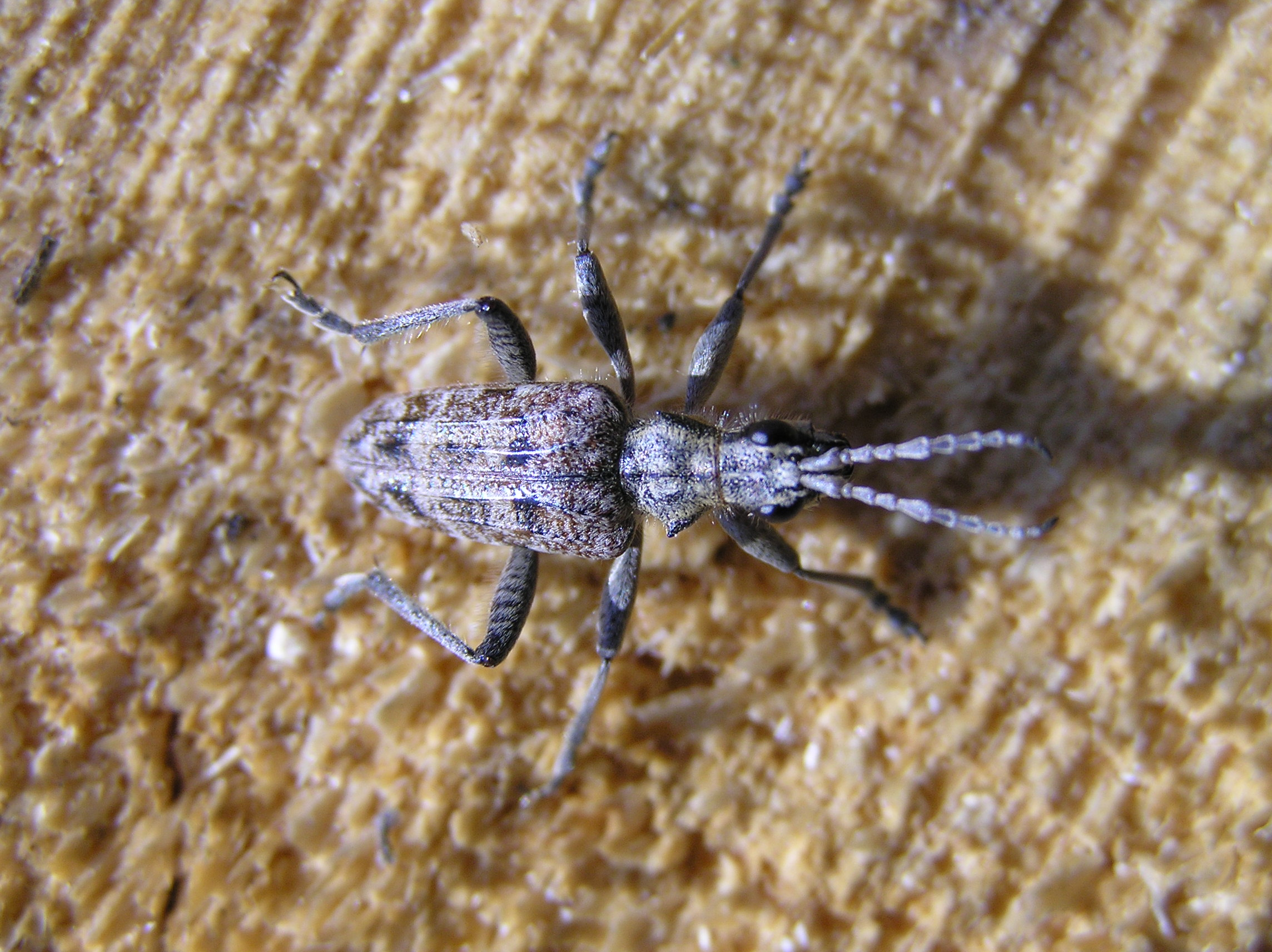
Вусач-раґій смерековий на свіжому спилі смереки

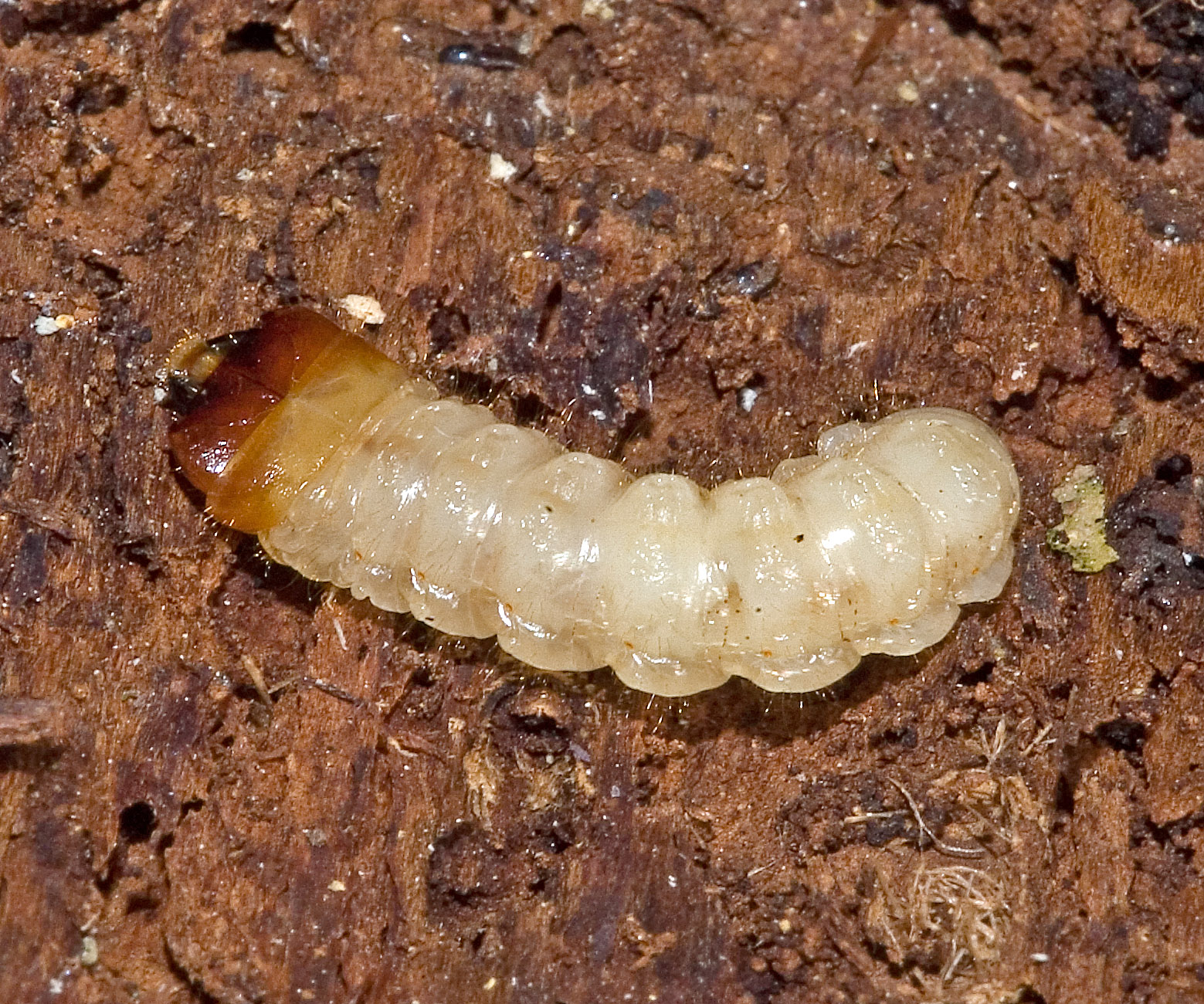
Личинка вусача-раґія смерекового

Тіло личинки сплющене в дорзо-вентральному напрямку. Голова велика, плоска. З кожної сторони голови по одному основному вічку. Вусики маленькі двочленикові. Мандибули вузькі і довгі, зовні біля вершини гладенькі, при основі з неправильною скульптурою, а з середини з гострими, косими кілями. Наличник, як і верхня губа, широкий, остання має овальну форму. Ноги порівняно довгі. Пронотум при основі гладкий. 9-й сегмент черевця без шипа.

## Життєвий цикл
Життєвий цикл триває 2 роки із зимуванням личинок та дорослих комах.